# Glinice (Radom)

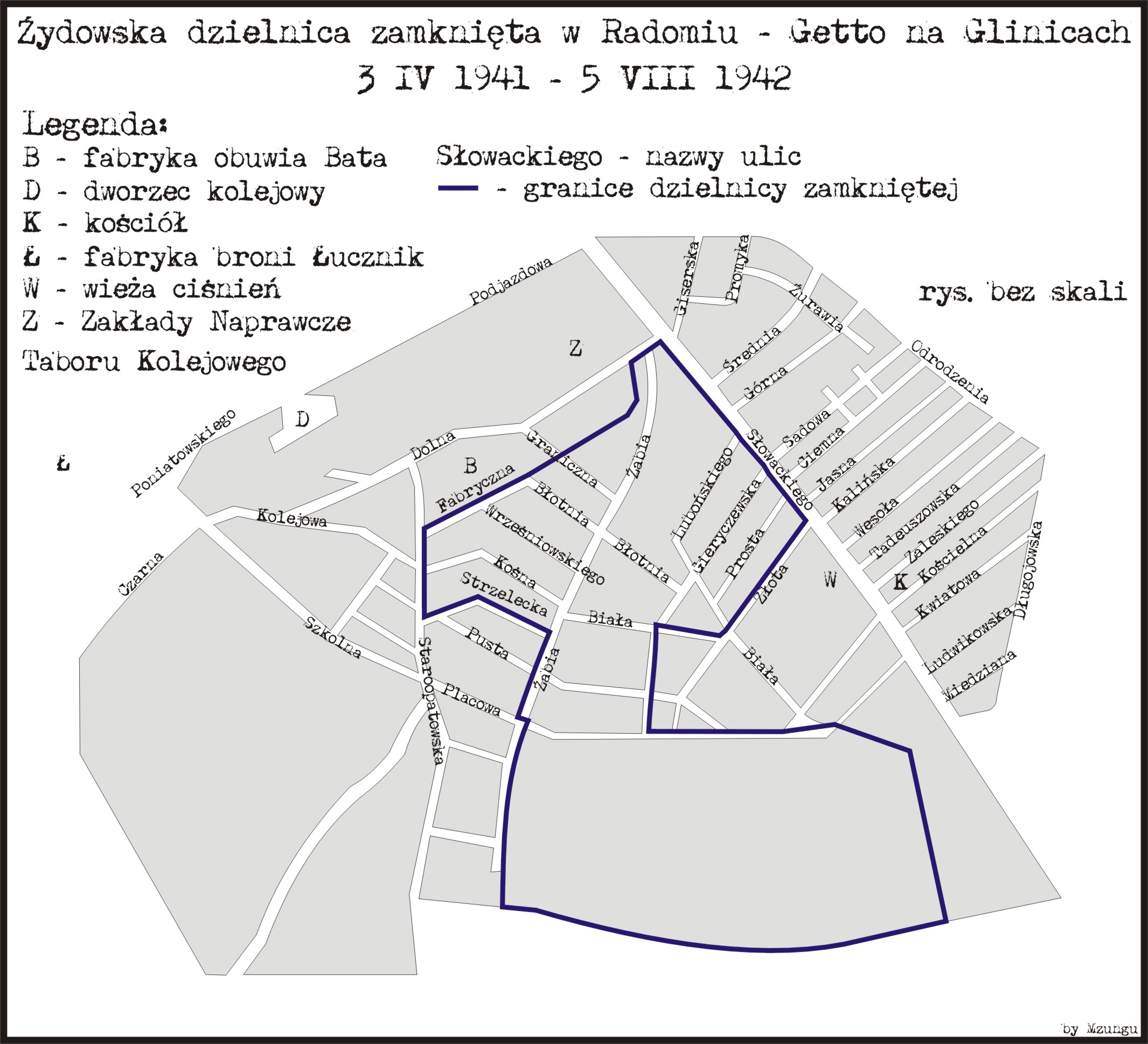
Getto żydowskie w dzielnicy Glinice podczas II wojny światowej

Glinice – dzielnica domów jednorodzinnych usytuowana w pobliżu centrum Radomia. Graniczy ze Śródmieściem, Ustroniem, Dierzkowem, Długojowem, Idalinem oraz Sadkowem.
W dzielnicy znajduje się kościół pw. Najświętszego Serca Pana Jezusa. Parafia powstała w 1921 r., a pierwszym jej proboszczem był ks. Roman Maliszewski. W kościele pracował również zamordowany w niemieckim obozie koncentracyjnym Auschwitz błogosławiony Bolesław Strzelecki. Kościół ten to największy po katedrze NMP obiekt sakralny w Radomiu. Na Glinicach znajduje się również zabytkowa wieża ciśnień z 1926 r.
Ponadto na Glinicach znajdują się m.in. Publiczna Szkoła Podstawowa nr 31 oraz Zespół Szkolno-Przedszkolny nr 3 im. Lotników Polskich oraz centrum handlowe - Galeria "Feniks".

## Historia
Wieś królewska, położona była w drugiej połowie XVI wieku w powiecie radomskim województwa sandomierskiego.
Folwark Glinice został włączony do miasta w roku 1892. Jako dzielnica włączana w granice miasta etapami – w 1899 i 1916 r.. Od przełomu XIX i XX w. na terenie Glinic lokowano zakłady przemysłowe, a dzielnica została stopniowo zabudowana domkami jednorodzinnymi. 
W czasie drugiej wojny światowej na Glinicach między ulicami Słowackiego, Złotą, Białą i Kwiatkowskiego znajdowało się utworzone przez Niemców getto dla żydowskich mieszkańców miasta, w którym zgrupowano ok. 8 tys. ludzi.
Na Glinicach działały liczne zakłady przemysłowe m.in. odlewnie, a także RZPS „Radoskór” (przed wojną Bata).